# Jacob Schwartz
Jacob Theodore „Jack” Schwartz (n. 9 ianuarie 1930, New York City, New York, SUA – d. 2 martie 2009, New York City, New York, SUA) a fost un matematician și informatician american. Este cunoscut pentru faptul că a realizat programul limbajul SETL și a proiectat celebrul Ultracomputer de la Universitatea din New York.
Domeniul său de cercetare a inclus: operatorii liniari, algebrele von Neumann, robotica, teoria câmpurilor cuantice etc.
A inventat limbajul de programare Artspeak.